# Камйонка (Кендзежинсько-Козельський повіт)
Камйонка (пол. Kamionka, нім. Steinbirn, before 1936: Kamionka) — село в Польщі, у гміні Ренська Весь Кендзежинсько-Козельського повіту Опольського воєводства.
Населення — 194 особи (2011).

## Демографія
Демографічна структура станом на 31 березня 2011 року:
|          | Загалом | Допрацездатний вік | Працездатний вік | Постпрацездатний вік |
| -------- | ------- | ------------------ | ---------------- | -------------------- |
| Чоловіки | 90      | 19                 | 52               | 19                   |
| Жінки    | 104     | 20                 | 56               | 28                   |
| Разом    | 194     | 39                 | 108              | 47                   |